# Hydrofuge de masse
Un hydrofuge de masse est un adjuvant pour matériaux cimentaires tels que les coulis, les mortiers de ciment et les bétons de ciment. Il est utilisé pour réduire l'absorption capillaire et donc la perméabilité à l'eau de ces matériaux. Les hydrofuges de masse sont ajoutés aux matériaux cimentaires à des ratios entre 0,5 et 2 % de la masse de ciment utilisé.
Il ne faut pas confondre hydrofuge de masse et hydrofuge de surface. Le premier entre dans la composition du béton alors que le second est appliqué uniquement à sa surface.

## Composition
Les hydrofuges de masse sont généralement des sels d'acides gras solubles dans l'eau tels que le stéarate de sodium ou l'oléate de sodium.

## Mécanisme
Les sels d'acides gras dissout dans l'eau entrent en contact avec la chaux du ciment et forment des cristaux de sels de calcium insolubles dans l'eau. Ces cristaux obstruent le réseau capillaire du béton.

## Utilisations
Les hydrofuges de masse sont utilisés dans les bétons utilisés pour les fondations, les radiers et les réservoirs. Ils sont aussi utilisés dans les mortiers d'étanchéité.